# Sýrie v osmanském období

Vilájety zahrnující území Sýrie za dob osmanské říše.

Osmanská Sýrie je pojem označující historické území Sýrie v období pod nadvládou Osmanské říše. V rámci osmanské říše zahrnoval region Sýrie oblast přibližně odpovídající Levantě pod osmanskou nadvládou, zahrnující území dnešních států Sýrie, Jordánsko, Libanon, Izrael a Turecko.
Osmanská Sýrie byla rozdělena na vilájety Damašek a Aleppo. Tripolský vilájet byl zřízen roku 1579 a později i vilájet Adana, který byl vytvořen z části vilájetu Aleppo. Od roku 1861 existoval také autonomní Libanonský vijálet, jehož cílem bylo zajistit autonomii libanonským maronitským křesťanům. Vilájety se dále dělily na několik sandžaků.